# Nothing (álbum)
Nothing é o quarto álbum de estúdio da banda N.E.R.D, lançado a 2 de Novembro de 2010.
O disco estreou no nº 21 da Billboard 200, com vendas superiores a 20 mil unidades na primeira semana.

## Faixas
Todas as faixas por Pharrell Williams e Chad Hugo, exceto onde anotado.
1. "Party People" (com T.I.) (Pharrell, Chad Hugo, Clifford Harris, Jr.) - 3:52
2. "Hypnotize U" (Williams, Daft Punk) - 4:17
3. "Help Me" (Williams, Hugo, Iovine) - 4:08
4. "Victory" - 3:42
5. "Perfect Defect" - 3:43
6. "I've Seen the Light / Inside of Clouds (Interlude)" - 4:26
7. "God Bless Us All" - 3:29
8. "Life As A Fish" - 2:37
9. "Nothing On You" - 3:18
10. "Hot N' Fun" (com Nelly Furtado) (Williams, Hugo, Nelly Furtado) - 3:22

## Desempenho nas paradas musicais
| Parada musical (2010)                         | Posições |
| --------------------------------------------- | -------- |
| Austrália - ARIA Charts                       | 55       |
| França - SNEP                                 | 43       |
| França - SNEP Digital                         | 4        |
| Reino Unido - UK Albums Chart                 | 83       |
| Reino Unido - UK R&B Chart                    | 8        |
| Estados Unidos - Billboard 200                | 21       |
| Estados Unidos - Billboard R&B/Hip-Hop Albums | 5        |
| Canadá - Canadian Albums Chart                | 56       |